# 花柄

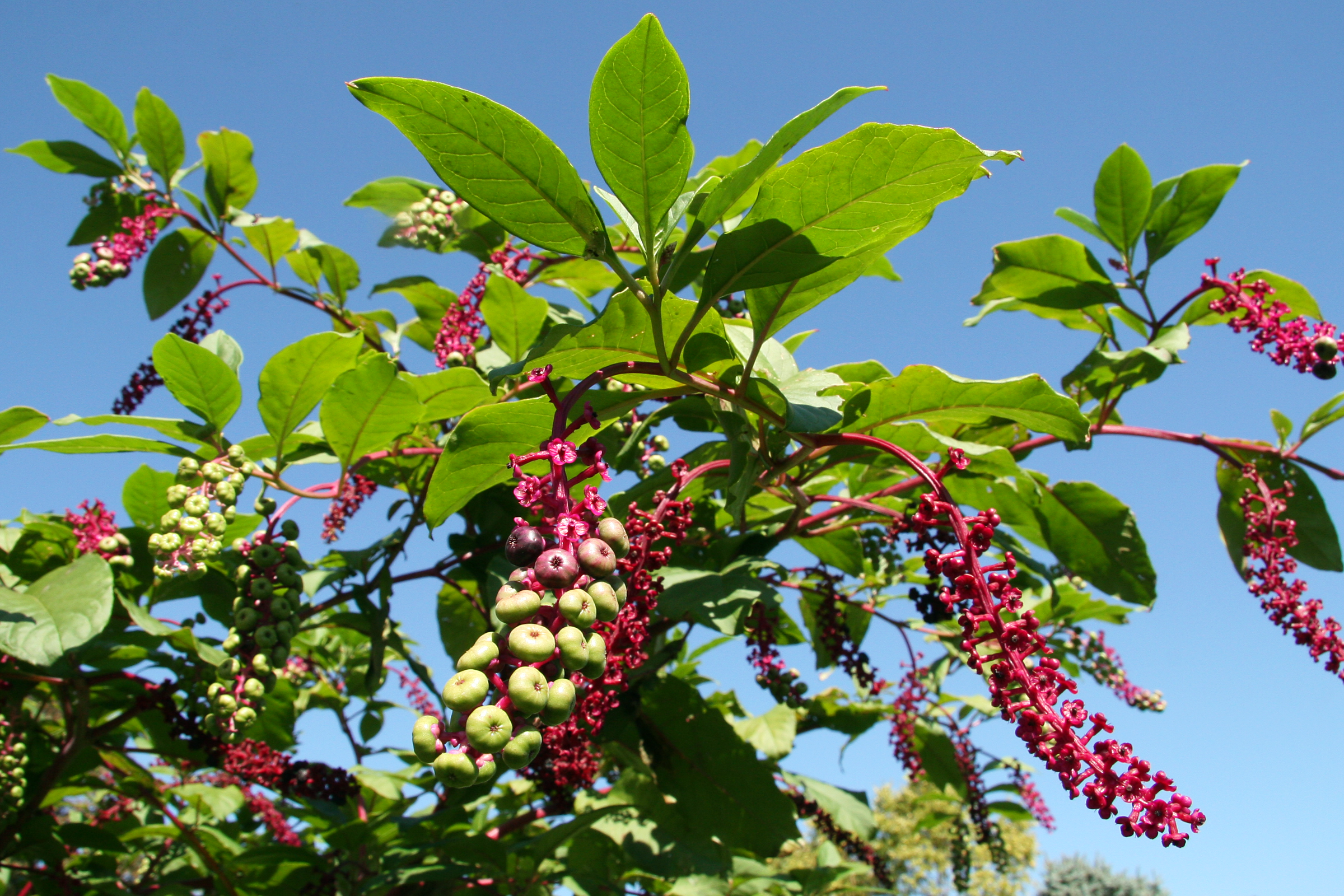
ヨウシュヤマゴボウの長い花柄。それぞれにたくさんの小花柄がついている。

花柄（かへい、peduncle）または花梗（かこう）とは、花序（受精後は果実）を支えるための茎である。
花柄は通常緑色であるが、色が付いていることもある。また小さな葉が付いている場合もある。花柄は分岐していることもあり、その場合、分岐は小花柄 (pedicel) と呼ばれる。
ヨーロッパナラは英名で"Pedunculate Oak"と呼ばれるが、これは果実であるドングリが長い花柄の上につくためである。
花柄がなく茎（幹）に直接付く花を幹生花という。